# かしわバター丼
かしわバター丼（かしわバターどん）は、香川県のご当地グルメ。バター醤油で炒めた鶏肉を乗せた丼物である。高松市中心部にある「武内食堂」が発祥とされる。

## 概要
鶏肉を醤油で蒸し焼きにした料理を食べた「武内食堂」の2代目店主がその料理にバターを入れるなどして改良し、1980年（昭和55年）頃に自身の経営する食堂のメニューとしたのがかしわバター丼のおこりである。高松以外ではあまり知られていないご当地グルメであるが、2024年時点で高松市を中心に香川県内50か所以上で提供されている。